# 1449 Virtanen
1449 Virtanen è un asteroide della fascia principale. Scoperto nel 1938, presenta un'orbita caratterizzata da un semiasse maggiore pari a 2,2235620 au e da un'eccentricità di 0,1417413, inclinata di 6,63970° rispetto all'eclittica.
L'asteroide è dedicato al biochimico finlandese Artturi Ilmari Virtanen.